# Fez (That '70s Show)
Fez, staand voor Foreign Exchange Student (4 augustus 1959) is een personage uit de Amerikaanse televisieserie That '70s Show van Fox Network, gespeeld door Wilmer Valderrama.

## Informatie
Het geboorteland van Fez wordt als running gag in de serie niet genoemd. In enkele afleveringen probeert Fez het wel te vertellen, maar wordt dan altijd overstemd door een ander geluid of onderbroken. Ook zijn naam blijft voor de kijker onbekend, de groep kent deze echter wel, maar kan hem niet uitspreken. Bij hun eerste ontmoeting vertelt Fez hen zijn naam, maar tegelijkertijd gaat de schoolbel, waardoor de kijker deze niet te horen krijgt. Wilmer Valderrama noemde toen de namen van de andere acteurs op. Erics vader, Red Forman, noemt Fez altijd 'die buitenlander' of geeft hem een willekeurige buitenlandse naam als Hadji, Anwar, Sabu, Ali Baba, of Pelé. In de aflevering Killer Queen zegt Fez dat "de eerste vijf K's in zijn naam niet uitgesproken worden".
Fez' naam en afkomst worden door de makers geheimgehouden omdat ze niet konden beslissen waar Fez vandaan moest komen. Wilmer zei in een interview dat hij een accent bedacht, zodat niemand kon weten uit welk land Fez kwam. Fans hebben uit de aanwijzingen die in de show gegeven worden wel ideeën voor landen kunnen bedenken, maar deze zijn niet bevestigd, dus is het niet bekend of en welke klopt.
Hij is een groot liefhebber van snoep en wordt in de latere seizoenen gezien als de viezerik van de groep, die masturbeert, Playboy Magazine leest en vrouwen (voornamelijk Donna, bij wie hij zich vaak in de kast verstopt) begluurt.

## Relaties
Fez was in het begin van de serie nog maagd, net als de hele groep. Hij was na seizoen 4 nog de enige die maagd was. Hij verliest zijn maagdelijkheid aan Nina, een medewerker van de DMV. Hij probeert vanaf het begin van de serie Jackie Burkhart te veroveren, maar dat lukt pas in het laatste seizoen. Durend de serie heeft hij nog verscheidene andere vriendinnen, waaronder Big Rhonda. Op een gegeven moment, als hij op het punt staat om het land uitgezet te worden, trouwt hij voor een verblijfsvergunning met Laurie Forman, de zus van zijn goede vriend Eric Forman. Na een controle door de gemeente wordt het huwelijk als echt verklaard en krijgt Fez een verblijfsvergunning. In seizoen acht is Jackie verliefd op Fez, maar Fez is zich hier niet van bewust en date met drie meisjes tegelijk; Nina, Caroline en Hilary.

## Trivia
Fez merkt regelmatig dingen op over zijn thuisland: 
- Er zouden meer hagedissen in zijn land leven dan mensen.
- Er zou een oorlog gevoerd zijn met Engeland, en deze zou gewonnen zijn door zijn land. In een andere aflevering zegt hij echter dat zijn land nog nooit een oorlog heeft gevoerd.
- In zijn land zouden de mensen (naar de aflevering Celebration Day aan het eind van seizoen 5) de Maan Het grote witte hoofd noemen.
- Fez heeft verschillende malen ontkend uit een bepaald land te komen. Enkele hiervan zijn: Brazilië, Jamaica, Mexico en Panama. Meestal vraagt een van de andere personages of hij uit een bepaald land komt, of wekt Fez zelf de indruk, om het daarna weer te ontkennen.
- Zijn land heeft connecties (gehad) met Nederland en Groot-Brittannië.
- Fez heeft in een aflevering gezegd dat hij Nederlands spreekt.
- Zijn land is een eiland.
- Fez heeft vermeld dat op het westelijk deel van het eiland waar hij vandaan komt, de mensen blank zijn.[1]